# Carlo Calisse

Diritto ecclesiastico, 1903

Carlo Calisse (Civitavecchia, 29 gennaio 1859 – Roma, 22 aprile 1945) è stato un giurista e politico italiano.

## Biografia
Allievo di Francesco Schupfer all'università di Roma, storico del diritto italiano ed ecclesiastico, è ricordato come uno dei più insigni giuristi italiani della sua epoca. Cattolico militante, dà un fondamentale contributo soprattutto alla storia del diritto ecclesiastico nel quadro delle discipline giuridiche italiane. In cattedra dal 1886, insegna storia del diritto italiano a Macerata (dove ricopre la carica di rettore dal 1 marzo 1890 al 30 novembre 1892), a Siena (dove tiene un parallelo corso di diritto canonico) e a Pisa. 
Nel 1907 lascia l'insegnamento per la nomina a consigliere di Stato, che fino al 1930 cumula con due elezioni a deputato e le cariche di consigliere provinciale di Roma, direttore della Biblioteca Vallicelliana, giudice del Tribunale supremo della guerra e della marina, membro del Consiglio superiore della Pubblica Istruzione, della Società romana di storia patria, socio corrispondente e nazionale dell'Accademia dei Lincei. 
Dal 1928 al 1933 insegna all'università di Roma. Nominato senatore del Regno nel 1919, il 6 dicembre 1923 diventa anche presidente di sezione del Consiglio di Stato. 
Fu estensore della sentenza della Commissione permanente di istruzione del Senato del Regno nei confronti del generale Emilio De Bono per il delitto Matteotti.
Fu presidente dell'Istituto storico italiano per il Medio Evo dal 1943 alla morte.

## Opere
- Diritto ecclesiastico, Firenze, Barbèra, 1903.